# Gasterosteus
Gasterosteus es un género de peces gasterosteiformes de la familia Gasterosteidae.

## Especies
Se reconocen las siguientes especies:
- Gasterosteus aculeatus Linnaeus, 1758
- Gasterosteus crenobiontus Băcescu & R. Mayer, 1956
- Gasterosteus gymnurus Cuvier, 1829
- Gasterosteus islandicus Sauvage, 1874
- Gasterosteus microcephalus Girard, 1854
- Gasterosteus nipponicus Higuchi, Sakai & A. Goto, 2014
- Gasterosteus wheatlandi Putnam, 1867

Además, hay una serie de especies fósiles que incluyen:
- Gasterosteus kamoensis Nazarkin, Yabumoto & Urabe, 2013